# Ondřej Vaněk
Ondřej Vaněk (Brno, 25 luglio 1990) è un calciatore ceco, centrocampista del Dolní Chabry.

## Caratteristiche tecniche
Trequartista, può adattarsi anche al ruolo di interno di centrocampo.

## Palmarès

### Club

#### Competizioni nazionali
- Coppa della Repubblica Ceca: 1

Jablonec: 2012-2013